# Soft Organizer
Soft Organizer (ранее называлась Full Uninstall) — условно-бесплатная утилита с закрытым исходным кодом для удаления ненужных приложений, а также их следов из системы благодаря корректной деинсталляции ПО. Может служить заменой стандартному апплету «Установка и удаление программ» операционных систем семейства Microsoft Windows. Имеет в своем арсенале ряд дополнительных возможностей, которые позволяют полностью удалять ненужные программы, узнавать о появлении новых версий для установленных, а также находить и удалять следы удаленных ранее программ.

## Описание
Soft Organizer позволяет быстро и надёжно установить или удалить программу из операционной системы. Когда компьютер запущен, Soft Organizer в реальном времени отслеживает все изменения, которые были произведены при установке какого-либо приложения в системе.
Утилита отображает, какие файлы, папки или записи в реестре подверглись изменениям, при использовании полученных данных установленную программу можно без труда удалить со всеми её былыми следами после себя в операционной системе.
При удалении программ, установка которых не была отслежена, Soft Organizer активирует автоматический модуль поиска остатков удаляемой программы, что позволяет находить и удалять остатки, которые не удаляются при обычном способе удаления. Также Soft Organizer оснащен модулем поиска остатков удаленных ранее программ, для удаление которых Soft Organizer не использовался.

## Возможности
- Автоматический поиск остатков удаляемой программы. После завершения процесса удаления ненужной программы Soft Organizer производит сканирование операционной системы (файловой системы и системного реестра) на предмет остатков удаляемой программы. В случае их обнаружения пользователю предлагается их удаление.
- Поиск следов удаленных ранее программ. Проводит сканирование системы на предмет наличия остатков удаленных программ, которые были удалены без использования Soft Organizer. В случае обнаружения пользователю предлагается удалить их.
- Рейтинг удаляемости программ. В списке установленных программ Soft Organizer имеется шкала, которая отображает процент пользователей, которые удалили то или иное приложение вскоре после его установки. Это позволяет определить подозрительное, вредоносное или программу низкого качества.
- Установка новых программ с отслеживанием. Если произвести установку новой программы через Soft Organizer, то утилита отследит процесс установки и в случае удаления такой программы предложит удалить все следы, которые остались после обычного удаления. Это позволяет удалять также и дополнительные программные модули, которые могут устанавливаться вместе с приложениями.
- Проверка наличия новых версий для установленных программ. Soft Organizer проверяет версии установленных на компьютере программ и в случае обнаружения новых версий предлагает установить обновление. Это позволяет держать обновленными установленные приложения, повышая стабильность и безопасность данных (в силу того, что при выпуске новых версий программ в том числе исправляются ошибки и другие недочеты).